# Selina Davenport
Selina Davenport (Londres, 27 de junho de 1779 – 14 de julho de 1859) foi uma romancista inglesa, casada por um breve período com o miscelânea e biógrafo Richard Alfred Davenport. Seus onze romances publicados foram recentemente descritos como "eficazes se estereotipados".

## Primeiros anos
Filha do capitão Charles Granville Wheler e de sua esposa, Selina Granville Wheler nasceu em Londres, no Reino da Grã-Bretanha em 27 de julho de 1779. Ainda jovem, Selina conheceu e mais tarde fez amizade com as irmãs Anna Maria Porter e Jane Porter, que se tornariam escritoras de sucesso no início do século XIX. Das duas irmãs, Selina era mais próxima de Jane, e as duas mulheres permaneceram amigas até a morte de Porter em 1850.

## Casamento e separação
Em 6 de setembro de 1800, aos 21 anos de idade, Selina Wheler casou-se com Richard Alfred Davenport (1777-1852), um escritor. Eles tiveram duas filhas – Mary, nascida em 1803 em Chelsea, e Theodora, nascida em 1806 em Putney – mas se separaram amargamente por volta de 1810, pelo que Selina chamou de "razões suficientes". No entanto, eles nunca se divorciaram e nenhum deles se casou novamente.
Após a separação, Davenport alegou que ela ficou com quase nada, enquanto seu marido afirmou que ela havia deixado dívidas de 150 libras esterlinas contraídas enquanto dirigia uma escola. Ela começou a escrever como forma de sustento para ela e suas duas filhas.

## Trabalho de Davenport
Selina Davenport escreveu onze romances ao todo. A maioria foi publicada pela popular Minerva Press (posteriormente AK Newman & Company), conhecida especialmente pela ficção sentimental e gótica. Pelo menos dois foram traduzidos para o alemão.
Sons of the Viscount, and the Daughters of the Earl (1813) tem uma trama típica de inimizade e sedução familiar e envolve duas irmãs que se apaixonam por dois irmãos. Um par alcança a felicidade conjugal; os outros são divididos pela “tontura” e eventual morte. Italian Vengeance e English Forbearance (1828) apresenta uma mulher vingadora que mata seu sedutor em um duelo. Um crítico literário comentou que Italian Vengeance "usa tropos góticos para sensacionalizar um romance doméstico de boas maneiras".

## Últimos anos
Além de escrever romances, Davenport sustentou financeiramente sua família com vários empreendimentos comerciais que incluíam administrar uma cafeteria e uma escola de dança. Ela também recebeu ajuda financeira de Jane Porter e apoio adicional, na forma de uma carta ao Royal Literary Fund apoiando um pedido de ajuda financeira, de Elizabeth Gaskell. O marido, por outro lado, procurou impedi-la de receber pagamentos do fundo.
Davenport abandonou a escrita em 1834 e depois disso apoiou suas filhas viúvas administrando uma pequena loja em Knutsford, Cheshire, a cidade na qual Gaskell baseou seu famoso romance Cranford.
Selina Davenport morreu em 14 de julho de 1859, aos 80 anos. Ela foi enterrada na Igreja de São João Batista, Knutsford.

## Obras publicadas
- The Sons of the Viscount. And the Daughters of the Earl: a Novel; Depicting Recent Scenes in Fashionable Life (em inglês). Londres: Henry Colburn, 1813.[8]
- The Hypocrite: or, The Modern Janus; a Novel (em inglês). Londres: Minerva Press, 1814.[8]
- Donald Monteith, the Handsomest Man of the Age: a Novel (em inglês). Londres: Minerva Press, 1815.[8]
- The Original of the Miniature: a Novel (em inglês). Londres: Minerva Press, 1816.[8]
- Leap Year: or, Woman's Privilege; a Novel (em inglês). Londres: Minerva Press, 1817.[8]
- An Angel's Form and a Devil's Heart: a Novel (em inglês). Londres: Minerva Press, 1818.[8]
- "The Heiress of Glenalvon. A Tale", The Pocket Magazine of Classic and Polite Literature (em inglês), Volume 1, p.11 e segs. (1818)
- Preference: a Novel (em inglês). Londres: AK Newman and Co., 1824.[8]
- Italian Vengeance and English Forbearance: a Romance (em inglês). Londres: AK Newman and Co., 1828.[8]
- The Queen's Page: a Romance (em inglês). Londres: AK Newman and Co., 1831.[8]
- The Unchanged: a Novel (em inglês). Londres: AK Newman and Co., 1832.[8][9]
- Personation: a Novel (em inglês). Londres: AK Newman and Co., 1834.[8]

###### Texto em formato digital
- 1813: The Sons of the Viscount. And the Daughters of the Earl (em inglês): Texto completo em HathiTrust
- 1814: The Hypocrite: or, The Modern Janus (em inglês)): Texto completo em HathiTrust e Internet Archive
- 1815: Donald Monteith, the Handsomest Man of the Age (em inglês): texto completo em HathiTrust
- 1818: An Angel's Form and a Devil's Heart (em inglês): texto completo em HathiTrust
- Preference (1824): Texto completo no Google Books: Vol. eu, eu
- 1831: The Queen's Page: a Romance (em inglês): Texto completo no Google Books: Vol. Eu, II, III
- 1832: The Unchanged (em inglês): Texto completo no Google Books: Vol. Eu, II, III
- 1834: Personation (em inglês): Texto completo no Google Books: Vol. Eu, II, III